# Rifugio Gian Federico Benevolo
Das Rifugio Gian Federico Benevolo (auch Rifugio Benevolo) ist eine Schutzhütte im in den Grajischen Alpen. Sie liegt in einer Höhe von 2285 m innerhalb der Gemeinde Rhêmes-Notre-Dame auf dem Gelände der Alpe di Lavassey. Die Hütte wird Anfang März bis Ende Mai sowie von Mitte Juni bis Ende September bewirtschaftet und bietet in dieser Zeit 58 Bergsteigern Schlafplätze.

## Anstieg
Der Anstieg zur Hütte beginnt in Thumel, einem auf 1.879 m gelegenen Ortsteil von Rhêmes-Notre-Dame. Thumel liegt am Ende des Val di Rhêmes, einem Seitental des Aostatals.
Vom Parkplatz geht man in südlicher Richtung und verlässt nach wenigen Minuten den Fahrweg. Von dort führt der Weg über Wiesengelände südlich den Hang hinauf.
Für den keinerlei technische Schwierigkeiten aufweisenden Anstieg von Thumel sind 1½ Stunden zu veranschlagen.

## Tourenmöglichkeiten
Von der Schutzhütte kann man auf einfachen Wegen binnen 2 Stunden zu den Seen Lago di Goletta (2.751 m) am Fuße des Gletschers des Granta Parey oder zum Lago di Sainte-Hélène (2.715 m) mit guter Sicht auf das Val di Rhêmes und auf den Granta Parey wandern.

### Übergänge
- Übergang zu der in Frankreich gelegenen Schutzhütte Refuge du Prariond (2324 m) über den Col di Rhêmes (3094 m)
- Übergang zur Schutzhütte Rifugio Savoia (2534 m) über den Col della Nivoletta (3130 m) und den Col Rosset (3023 m)
- Übergang zur Schutzhütte Rifugio Città di Chivasso – (2604 m) über den Col della Nivoletta (3130 m) oder den Col Rosset (3023 m)
- Übergang zur Schutzhütte Rifugio Mario Bezzi über den Col Bassac Déré (3.082 m).

### Gipfeltouren
Folgende Gipfel können von der Hütte erreicht werden:
- Granta Parey 3.387 m
- Punta Tsanteleina 3.601 m
- Punta Calabre 3.445 m
- Roc du Fond 3.351 m
- Punta Galisia 3.346 m
- Punta Basei 3.338 m
- Gran Vaudala 3.250 m
- Becca dela Traversière 3.337 m